# The Bridge
Pour les articles homonymes, voir Bridge (homonymie).
Pour plus de détails, voir Fiche technique et Distribution.
The Bridge (Le Pont) est un film documentaire réalisé par Eric Steel qui raconte comment quelques personnes se sont suicidées en se jetant du pont du Golden Gate de San Francisco en 2004. Le film s'inspire d'un article de Tad Friend intitulé Jumpers (Sauteurs), publié dans The New Yorker en 2003. Il a suscité de nombreuses critiques[Lesquelles ?] lors de sa sortie en février 2007.

## Fiche technique
- Titre : The Bridge
- Réalisation : Eric Steel
- Scénario : Tad Friend
- Musique : Alex Heffes
- Photographie : Peter McCandless
- Montage : Sabine Krayenbühl
- Production : Eric Steel

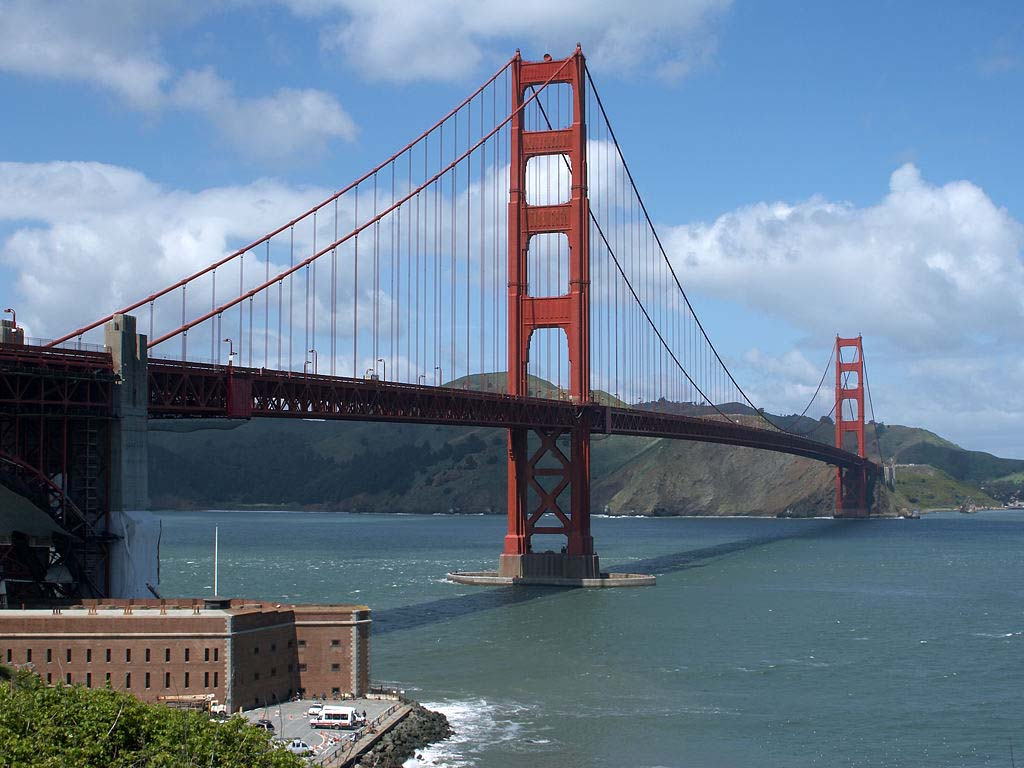
Vue du pont du Golden Gate.

- Société de production : Easy There Tiger Productions, First Stripe Productions et RCA
- Pays de production :  États-Unis,  Royaume-Uni
- Genre : Documentaire
- Durée : 94 minutes
- Dates de sortie : 
  - États-Unis : 27 avril 2006 (Festival du film de Tribeca)
  - États-Unis : 2007